# Urbanisme
Pour les articles homonymes, voir Urbanisme (homonymie).
 (octobre 2023).

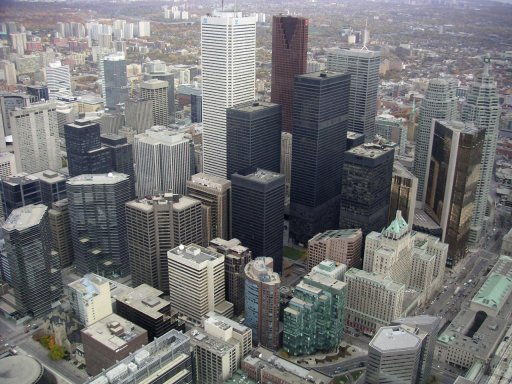
Gratte-ciel vus depuis la tour CN à Toronto (Canada).

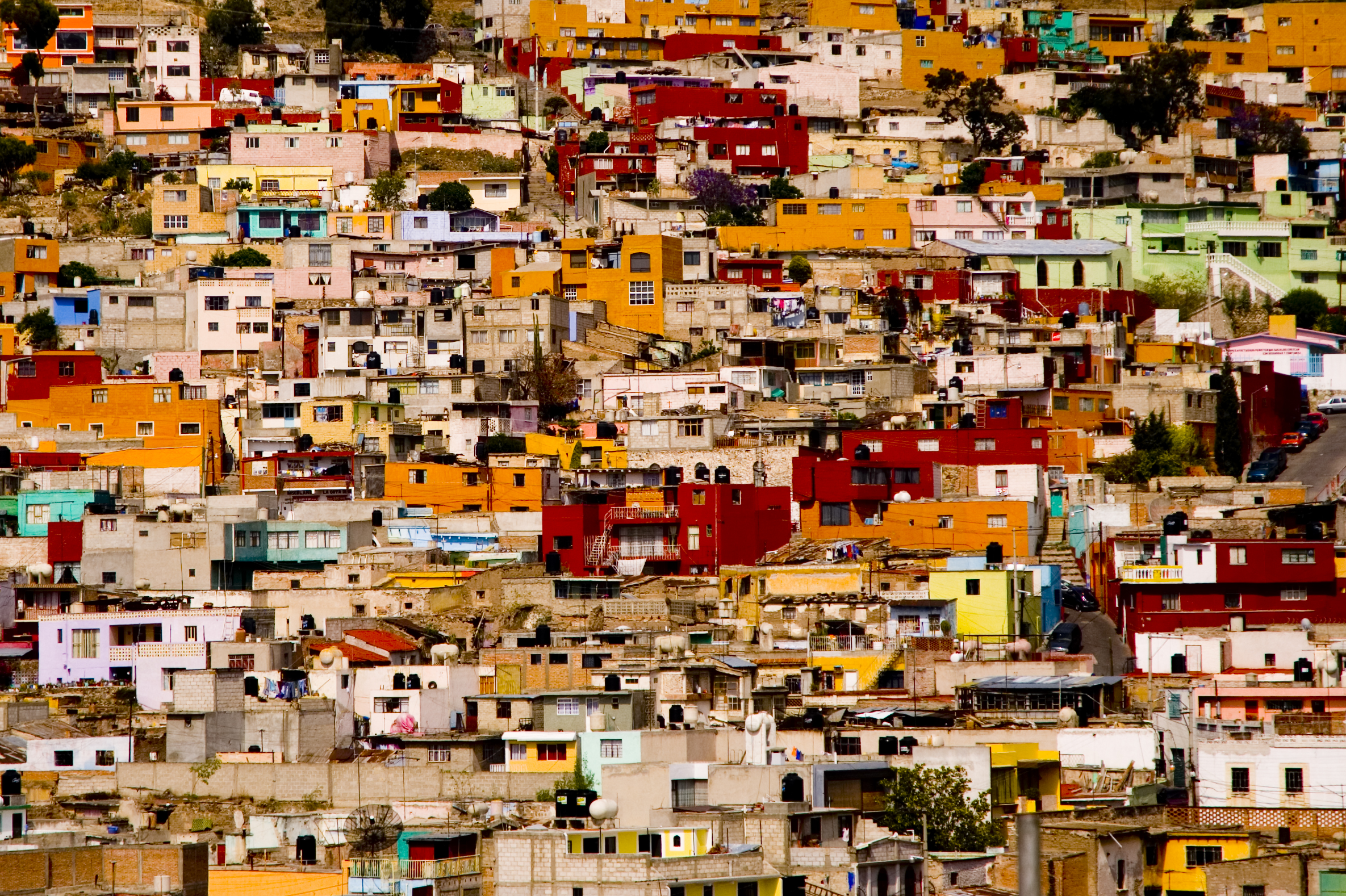
Vue d'un quartier de Pachuca (Mexique).

L'urbanisme est l'ensemble des sciences, des techniques et des arts relatifs à l'organisation et à l'aménagement des espaces urbains. Ce projet peut être sous-tendu par une volonté d'assurer le bien-être de l'Homme et d'améliorer les rapports sociaux en préservant l'environnement. Les professionnels qui exercent ce métier sont des urbanistes.
Selon les traditions académiques, cette discipline est associée tantôt à l'architecture, tantôt à la géographie, selon l'aspect mis en avant, l'intervention urbaine ou l'étude théorique. En France, l'enseignement et la recherche universitaire dans ce champ relèvent d'une section spécifique du Conseil national des universités (24, Aménagement de l'espace, Urbanisme).
L'urbaniste Pierre Merlin écrit :

« Les géographes ont souvent eu tendance à considérer, en France notamment, l'aménagement (et en particulier l'aménagement urbain, voire l'urbanisme) comme un prolongement naturel de leur discipline. Il s'agit en fait de champs d'action pluridisciplinaires par nature qui ne sauraient être l'apanage d'une seule discipline quelle qu'elle soit. Mais la géographie, discipline de l'espace à différentes échelles, est concernée au premier chef. »

L'urbanisme intègre le domaine de la planification spatiale et met en pratique les méthodes de la planification au service de l'aménagement du territoire et de l'urbanisme. On distingue différentes échelles de la planification spatiale :
- le territoire national : l'aménagement du territoire ;
- la région, le massif ou une bande littorale : la planification régionale ;
- le quartier, la ville, jusqu'à l'agglomération : l'urbanisme ;
- l'îlot ou un groupe de bâtiments dont la composition n'atteint pas la superficie du quartier : la composition urbaine ;
- le bâtiment : l'architecture.

## Histoire et conceptualisation

### Apparition du concept
L'urbanisme est la traduction volontaire dans l'espace d'un mode d'organisation et de gestion des Hommes et de leurs activités. Il apparaît très tôt dans l'Antiquité et avant même les premières formalisations grecques puis romaines.
Le hiéroglyphe égyptien qui signifie « ville » est déjà l'expression d'une association dans un même espace délimité (par un cercle) des hommes et des femmes aux métiers et aux activités différentes, reliés ensemble par des voies que les Romains appellent cardo et un decumanus, greffant ainsi la cité sur le cosmos.
Les Mésopotamiens ont une iconographie similaire. La ville est donc directement le produit du politique, le terme étant pris au sens étymologique, et le terme politique a pour origine le mot grec polis, qui désigne la ville comme institution.
L'Homme pour les philosophes grecs, notamment Platon et Aristote, est un animal politique et l'organisation de la ville doit lui permettre de devenir un acteur du destin collectif en devenant citoyen ; ce dernier terme renvoie encore à la cité, civis chez les Romains. Par là il devient civilisé, poli et policé, deux termes qui se souchent là encore sur la ville, c'est-à-dire capable de vivre avec d'autres qui sont égaux et différents, pour reprendre le terme du sociologue Alain Touraine. Cette ville fait l'objet d'une réflexion philosophique et politique préalable, se fonde sur la démocratie, même si elle est à l'époque de Platon toute relative. Elle s'organise autour d'un espace vide, l'agora (le forum pour les Romains), qui est par excellence le lieu des échanges. Cet espace est entouré des institutions qui structurent la vie de la Cité, notamment la salle de l'assemblée politique et les temples. Ce n'est pas d'abord le marché qui fonde la cité, mais bien la vie sociale et politique de ses habitants, même si elle prend en compte les autres fonctions : sanitaires (thermes), culturelles (théâtre), économiques(marché, port…), sportives (gymnase), récréative (stade), formation (académies)... Saint Augustin met en parallèle la cité de Dieu et celle des Hommes.
Cette réflexion sur la traduction dans l'espace d'une société pensée comme idéale réapparaît à la Renaissance, à travers François Rabelais et son abbaye de Thélème, Thomas More et son Utopia, ou Johann Valentin Andreae et sa Christianopolis. De nombreux dessins de villes idéales apparaissent à la Renaissance dans toute l'Europe, tels ceux de Francesco Giorgio di Martini, Pietro Cataneo et Francesco De Marchi.
Les besoins politiques comme défensifs et le développement des colonisations génèrent de nombreuses villes nouvelles de par le monde, certaines relevant d'un plan régulé à l'instar des villes romaines et gallo-romaines. Les rois font réaliser des places royales et des plans d'embellissement de la ville.

### Bouleversement de la révolution industrielle
Le développement de l'industrialisation entraîne un afflux de population vers les villes pour faire face aux besoins de main d'œuvre. Face au développement anarchique et insalubre des faubourgs, se développent une analyse critique et de nombreuses théories sur la ville pour améliorer le « vivre ensemble », selon Charles Fourier et Ebenezer Howard. À partir de là se développe aussi le premier mouvement « urbanistique », qui voit la création en 1899 par Howard de la Town and Country Planning Association, l'« Association pour la planification des villes et des campagnes ». C'est aussi à la fin du XIXe siècle que l'Allemagne met en place les premières obligations de planifier le développement des villes et l'aménagement du territoires.
Le terme urbanisme apparaît dans l'ouvrage Théorie générale de l'urbanisation de l’ingénieur catalan Ildefons Cerdà, paru en 1867, lequel réalise le plan d’extension de Barcelone, l’Eixample ou Plan Cerdà, à partir de 1860. Il fait son apparition en France en 1910 à la suite d'une parution dans le Bulletin de la Société neuchâteloise de géographie sous la plume de Pierre Clerget. En 1911, la Société française des urbanistes (SFU) est fondée à partir des membres du Musée social. Ce « musée », qui est avant tout un conservatoire des expériences en matière sociale, est issu des courants humanistes et hygiénistes de la fin du XIXe siècle.

### Histoire de sa mise en pratique
Le plan hippodamien a été largement utilisé par les Romains dans leur expansion coloniale en Europe et a été repris à partir du XVIIe siècle pour la construction des villes sur le continent américain notamment comme La Nouvelle-Orléans puis en Afrique du Nord au XIXe siècle avec Lyautey. Il faut aussi noter l'expérience spécifique et originale des bastides dans le Sud-Ouest de la France avec 300 à 500 établissements nouveaux créés en 200 ans sur un même et unique modèle, fait unique dans l'histoire de l'urbanisation. Il existe enfin des villes qui relève d'un projet utopique à la recherche de la cité idéale comme Chandigarh en Inde avec Le Corbusier ou Auroville non loin de Pondichéry.

## Une activité pluridisciplinaire
L'urbanisme est marqué par la pluridisciplinarité des savoirs qui le composent mais il ne peut se limiter à eux seuls ni à leur somme. On doit envisager l'urbanisme non pas sous l'angle des outils qu'ils soient théoriques ou techniques, mais de l'objet même qu'est la ville, sa conception, son développement et sa gestion.
On retrouve les sciences et politiques suivantes :
- Architecte : concepteur du projet urbain ;
- Géographie : Dynamique et morphologie des espaces urbains et ruraux, géographie humaine et physique, cartographie-SIG ;
- Science politique et Gestion des politiques publiques : développement durable, développement économique, aménagement du territoire, patrimoine, politique du logement, politique de la ville, institutions locales, administration et collectivités locales… ;
- Économie : Économie et finances locales ;
- Droit : droit de l'urbanisme, droit de l'environnement, droit des collectivités locales, droit des marchés publics, etc. ;
- Histoire : Histoire et théories de l'aménagement et de l'urbanisme, histoire des politiques publiques d'aménagement et de l'urbanisme et histoire de l'art ;
- Sociologie : Sociologie urbaine, anthropologie, science administrative, etc. ;
- sémiologie ;
- Philosophie ;
- Ingénierie et économie des déplacements tous modes ;
- Les sciences de la nature et notamment celles relatives à l'environnement, la géologie, l'hydrologie, la climatologie, etc.
- Génie civil ;
- Sciences de la santé publique.

L'urbanisme n'est pas une branche de la géographie même si cette dernière concerne une part de certaines activités des professionnels de l'urbanisme. Au XXIe siècle, des chercheurs comme Pierre Merlin mettent en évidence le manque d'indépendance des formations en urbanisme qui sont encore trop orientées vers la géographie, l'économie, l'architecture, etc. On demande aussi à l'urbaniste à contribuer à l'aménagement des villes où il fait bon vivre en bonne santé (hygiénisme), où la violence, et la « criminalité urbaine » trouveraient aussi peu que possible à s'exprimer ou à se développer ; sans tomber dans des modèles relevant de ce que certains auteurs ont appelé un « urbanisme de la peur »,.

## Urbanisme: théorie et pratique
(octobre 2023).
Dans le champ professionnel, on peut classer en plusieurs catégories l'urbanisme : l'urbanisme théorique, l'urbanisme pratique, l’urbanisme réglementaire administratif restrictif-incitatif et l’urbanisme opérationnel d’action sur le terrain par des opérations concrètes.

### Urbanisme théorique
L'urbanisme n'est pas, comme le montre Françoise Choay qu'une discipline qui aurait pour champ d'application la ville. C'est d'abord un champ de réflexion sur l'organisation des Hommes et de leurs activités dans le temps et dans l'espace et ce depuis Platon et Aristote qui considèrent l'Homme comme un « animal politique ». C'est le fondement même de la Cité. On peut considérer que l'urbanisme apparaît de facto avec Hippodamos et le plan de la ville de Millet en Turquie et aussi ceux que les Cités adoptent pour leurs colonies dans le pourtour du Bassin Méditerranéen. Ce modèle sera repris par les Romains lors de la constitution de leur Empire et dont on retrouve la trace dans la plupart des villes d'Europe. Ces derniers s'appuient sur la technique de leurs arpenteurs (agrimensor).
La réflexion philosophique sur la ville réapparaît dès le Moyen Âge avec la notion de régularité. Les bastides du Sud-ouest en sont sans doute la traduction la plus intéressante. Nous trouvons chez François Rabelais (1483-1553) et Thomas More (1478-1535) les premiers écrits qui évoquent la ville idéale, utopique. C'est à la Renaissance que vont apparaître les premiers plans de villes idéales avec notamment Francesco di Giorgio Martini (1439-1502), Pietro Cataneo (1510-1569), Francesco de Marchi (1504-1576).
L'urbanisme du XVIIIe siècle est avant marqué tout par les plans d'embellissement des villes la plupart du temps afin de célèbre la grandeur du roi avec des places royales comme à Reims par exemple. Mais c'est à partir du développement industriel qui va engendrer une émigration importante vers les villes que va se développer la réflexion sur la ville avec un certain nombre d'utopies dont certaines verront le jour comme les Salines d'Arc-et-Senans avec Claude-Nicolas Ledoux ou Letchworth Garden City due à Ebenezer Howard… On peut aussi évoquer le Phalanstère de Charles Fourrier et le Familistère de Guise dans l'Aisne avec Jean Baptiste Godin. On peut encore évoquer le baron Haussmann qui refaçonne Paris en partie à des fins politiques.
Les conquêtes coloniales sont aussi l'occasion de créer de nouvelles villes qui s'appuient sur une réflexion urbanistique comme Washington avec l'urbaniste Charles André Lenfant ou les villes d'Afrique du Nord avec Lyautey.
C'est à la fin du XIXe siècle qu'apparaissent les premières lois visant à mettre à une organisation de l'espace anarchique et spéculative et notamment pour lutter contre les lotissements insalubres. Se développe en parallèle une réflexion sur l'habitat ouvrier notamment dans le cadre des Expositions Universelles et sa section d'économie sociale dirigée par Frédéric Le Play. Cela va induire la naissance du mouvement HBM et aussi une réflexion sur une approche qui dépasse la seule problématique du logement notamment avec les Cités-Jardins. C'est à partir du mouvement international des cités-jardins que va, en France, se développer l'urbanisme autour du Musée social. Les premières lois d'urbanisme de 1919 et 1924 dites lois Cornudet sont directement inspirées par les membres du Musée social de cette époque comme le montrent Jean-Pierre Gaudin et François-Xavier Tassel.
Une histoire de la ville commence à s'écrire au XXe siècle avec notamment Leonardo Benevolo, Pierre Lavedan, Michel Ragon. Les sociologues contribuent à une approche plus sociologique avec des centres universitaire de recherche comme le Centre de Sociologie Urbaine de Grenoble ou autour d'Henri Lefbvre à l'Université de Vincennes et qui écrit un ouvrage qui fera date : Le droit à la ville. La réflexion théorique se poursuit avec notamment Françoise Choay à partir de son ouvrage : L'urbanisme, réalités et utopies. La réflexion philosophique se poursuit avec notamment les travaux d'Olivier Mongin, Thierry Paquot, Augustin Berque.

### Urbanisme pratique
À partir des années 1970, se développe en France et en Belgique un urbanisme pratique, pour reprendre le terme de praxis employé par Henri Lefebvre. Ce champ est celui, dans une approche autogestionnaires portée par les syndicats et les associations locales, de la volonté des habitants non seulement à participer aux décisions urbanistiques les concertant mais aussi contribuer à l'élaboration des projets. Il s'agit pour eux de faire contrepoids à la technostructure, les professionnels comme les élus et aménageurs, notamment aux travers d'Ateliers Publics d'urbanisme. Cela deviendra ce que l'on appelle l'urbanisme participatif. Parmi les opérations exemplaires on peut citer l'Alma Gare à Roubaix, la ZAC du Mont Hermé à Saint-Brice-Courcelles près de Reims ou encore le quartier des Marolles à Bruxelles avec Lucien Kroll. Ces expériences ont été à l'origine de l'introduction des lois obligeant à une plus grande information voire concertation.
La gouvernance des projets en matière d'urbanisme et d'aménagement revient à l'ordre du jour au-delà des luttes symboliques comme Notre Dames des Landes. Le philosophe Thierry Paquot invite à nouveau les habitants à se saisir de la ville avec son ouvrage L'urbanisme, c'est notre affaire.

### Projet urbain
Les urbanistes participent aussi à l'approche globale du développement des villes ou de leurs quartiers notamment en élaborant avec les responsables locaux et parfois les populations concernées à des projets urbains qui prennent en compte en amont de la mise en forme spatiale des objectifs plus globaux qui sont ensuite déclinés par secteurs et activités.
Les notions traditionnelles de plan et de planification sont progressivement remplacées par celles de développement urbain durable et de projet urbain au service duquel se trouve la pratique de la programmation urbaine. Le projet urbain présente plusieurs dimensions, et peut être défini comme suit : « Le projet urbain est à la fois un processus concerté et un projet territorial : il consiste à définir et mettre en œuvre des mesures d’aménagement sur un territoire urbain donné, en partenariat avec tous les partenaires civils et institutionnels concernés, intégrant les différentes échelles territoriales et le long terme, en vue d’un développement urbain durable.

### Urbanisme réglementaire
Le domaine dit de l'« urbanisme règlementaire » consiste à élaborer un document de planification, dans le respect de la législation imposé par le droit de l'urbanisme, afin de délimiter pour les acteurs publics et privés les possibilités de construction/rénovation, d'aménagement et de développement sur un territoire donné. Ce travail peut dans certains cas concerner des conurbations (plusieurs communes) afin d'obtenir une cohérence sur l'ensemble d'un territoire (tel qu'en France pour le Schéma de cohérence territoriale SCOT ou le Plan local d'urbanisme communal (PLU) ou intercommunal (PLUi)).
Par exemple :
- en France le plan d'occupation des sols remplacé par le plan local d'urbanisme depuis la loi solidarité et renouvellement urbain de 2000, ou la carte communale,
- au Québec le schéma d'aménagement, le plan d'urbanisme et les règlements municipaux (ex : zonage, lotissement, construction, etc.),
- en Belgique (Wallonie) le plan de secteur qui définit des règles d’urbanisation a priori au sein de périmètres découpés sur le territoire communal.
- En Espagne, le plan général d'urbanisme, au niveau communal.

### Urbanisme opérationnel
L’urbanisme opérationnel consiste à mettre en place les actions et procédures nécessaires à la réalisation d’un projet urbain. Il regroupe ainsi « l’ensemble des actions conduites ayant pour objet la fourniture de terrains à bâtir, la construction de bâtiments ou le traitement de quartiers et d'immeubles existants (recomposition urbaine, réhabilitation, résorption de l’habitat insalubre) ». Par cela, il se différencie de l’urbanisme réglementaire qui regroupe l’ensemble des documents thématiques et réglementaires de planification stratégique et de programmation.

### Urbanisme transitoire
L'urbanisme transitoire est une méthode permettant de tester la programmation d'un projet urbain par des actions variées, notamment par l'expérimentation in situ. Cette démarche de projet permet d'activer des lieux et des usages autour d'un site afin d'alimenter une démarche de projet.

## Urbanisme à travers le monde
Urbanisme en Afrique Francophone
L'urbanisme en Afrique Francophone est l'héritière des techniques et pratiques de l'urbanisme colonial. En effet, plusieurs villes-capitales de l'Afrique Francophone ont des plans urbains qui favorisent une certaine ségrégation. Les quartiers huppés et administratifs correspondent pour beaucoup aux anciens quartiers des colons européens. Les quartiers pauvres correspondent pour la plupart aux anciens quartiers des travailleurs coloniaux. Certaines améliorations sont visibles dans des villes comme Dakar, Abidjan, Lomé, Cotonou ou Brazzaville en ce sens ou des grands travaux récents ont permis de planifier et d'implanter des lotissements et des logements sociaux, permettant ainsi une amélioration des conditions de vie des citadins. Une école supérieure d'architecture et d'urbanisme (L'EAMAU) sis à Lomé forme depuis 1975 la majorité des cadres urbanistes d'Afrique Francophone. L'usage des logiciels de CAO-DAO et des SIG favorise également une meilleure formation de ces urbanistes.

### Urbanisme en France
L'urbanisme en France se développe en même temps que le métier d'urbaniste à partir des réflexions menées à la fin du XIXe siècle, les travaux des membres du Musée social avant la Première Guerre mondiale et des CIAM après la Seconde Guerre mondiale.
En dehors des approches fonctionnelles du XXe siècle, à titre d'exemple contraire, nous pouvons évoquer la Cité-jardin développée en théorie comme en pratique par Ebenezer Howard à la fin du XIXe siècle avec la construction de deux villes en Angleterre : Letchworth et Welwyn. C'est là un modèle qui fut largement utilisé dans le contexte de la reconstruction de l'après-guerre par Henri Sellier dans le département de la Seine, à Reims, à Ternier, à Laon, à la suite de l'adoption en France des premières lois d'urbanisme dites Cornudet de 1919 et 1924.
Les plans d'urbanisme à une échelle régionale apparaissent d'abord avec la loi sur l’aménagement de la région parisienne du 14 mai 1932, destinée à « organiser et vertébrer l’agglomération parisienne », puis avec la loi du 8 juin 1935 et le décret-loi du 25 juillet de la même année qui étendent les dispositions parisiennes à toute la France.
C'est à partir de 1953 que l'école des beaux-arts de Paris enseigne l'urbanisme à ses étudiants. Un ouvrage de référence de Françoise Choay permet de mieux saisir les principaux enjeux de l'urbanisme, sous une forme pédagogique : L'Urbanisme, utopies et réalité (1965), qui est une anthologie des différents concepts urbanistiques développés depuis plusieurs siècles.
La reconstruction après la Seconde Guerre mondiale et le boom démographique (baby boom) qui s'ensuivit a nécessité de construire des logements en grand nombre. Ce fut l'époque des ZUP (zones à urbaniser en priorité) de plusieurs centaines de logements voire milliers. Cette production en logements en série à la périphérie dans grandes agglomérations dans des quartiers souvent mal équipés et mal desservis par les transports en commun posa rapidement de nombreux problèmes notamment avec la crise économique après le début des années 1970. De nombreux plans se succèdent pour faire face à la dégradation rapide de ces quartiers et de leurs habitats : HVS (habitat et vie social) 1977-1981, DSQ (développement social des quartiers) 1981-1984, Banlieues 89 avec Roland Castro et Michel Cantal-Dupart… Un Comité Interministériel pour la Ville est créé en 1984 avec la volonté de créer une véritable politique de la ville avec en 1990 un ministère dédié dont Michel Delebarre est le Ministre. En juillet 1991, la loi d’orientation pour la ville (LOV). Cette loi a pour objectif de mettre en œuvre le droit à la ville et de créer les conditions de vie et d’habitat favorisant la cohésion sociale et de nature à éviter ou faire disparaître les phénomènes de ségrégation. Sont alors mis en place les GPU (grands projets urbains). La loi SRU (Solidarité et renouvelle urbain) vient en 2000 compléter le dispositif.
La politique des villes nouvelles menées par la DATAR permet une réflexion plus globale sur la nature même de la ville. Ces villes sont :
- Lille-Est devenu Villeneuve-d'Ascq, près de Lille (EPA créé en 1969),
- L'Isle-d'Abeau, près de Lyon (1972),
- Étang de Berre, près de Marseille (1973),
- Vaudreuil, près de Rouen, devenu par la suite Val-de-Reuil (1972)
- Cergy-Pontoise (1969), Évry (1969),
- Saint-Quentin-en-Yvelines (1970),
- Marne-la-Vallée (1972),
- Sénart (1973), près de Paris.

L'échec ressenti des grandes opérations d'aménagement de l'après-guerre - grandes opérations inspirées de la vision moderniste des CIAM - remet en cause une vision par trop fonctionnaliste voire strictement économique ou technique (urbanisme de tuyaux). Par ailleurs, dans le cadre d'une approche plus compétitive au niveau européen voire mondial se développe une politique d'aménagement et d'urbanisme au niveau à une échelle qui dépasse le stade ancien de l'agglomération : Grand Paris, Grand Lyon, Grand Reims… Cette politique est confortée par la loi ALUR qui contraint au regroupement communal retirant aux maires proches de leur population la compétence en matière d'urbanisme hormis la délivrance des permis de construire.

## Modèles d'organisation et de fonctions des villes
(octobre 2023).
Les parties ci-dessous présentent quelques modèles d'organisation et de fonctionnement des villes.

### Selon Jean Reynaud
Une organisation théorique du territoire fondée sur trois facteurs, appelés « rayon facile de communication » par Jean Reynaud. Ceux-ci donnent une hiérarchie aux centres urbains rayonnant sur des hexagones vers des unités urbaines plus petites. Les trois facteurs sont : la sociabilité, l’économie et l’administration.

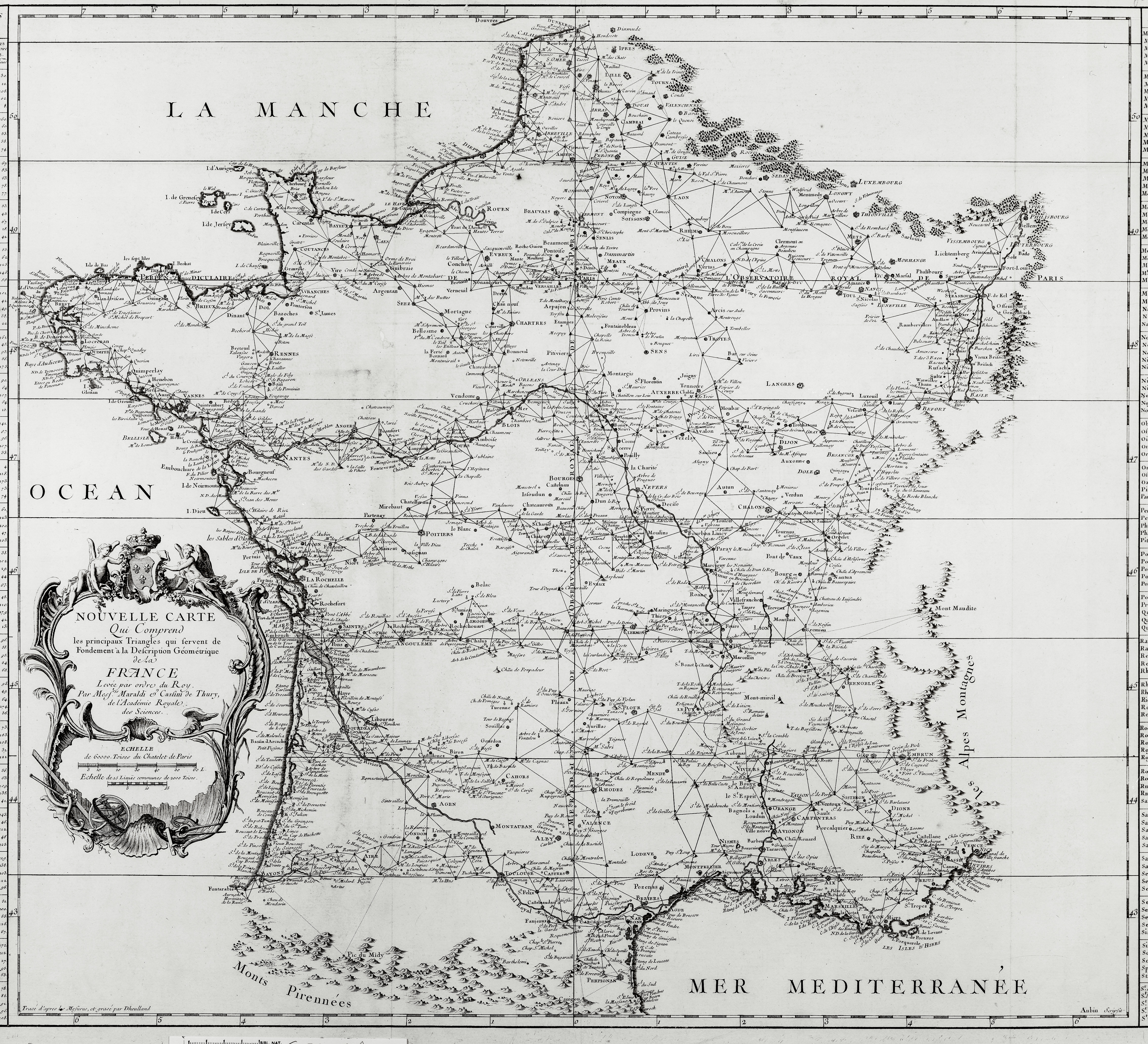
Exemple des hexagones du modèle de Jean Reynaud.

### Selon Walter Christaller
Une hiérarchie de la répartition optimale des unités urbaines en 6 niveaux pour maximiser son utilité et profit selon trois caractéristiques :
- le marché : fréquence et rareté du produit ;
- le transport : distance et coût maximale que le consommateur accepte de parcourir (par rapport au coût du produit) ;
- les services d’administration : l'idée d’un équilibre pour avoir la population minimale nécessaire pour que le producteur/acteur administrative puisse assurer un volume minimal de production/revenue et faire des bénéfices.

Son modèle dits que les services de même niveau ont tendance à se regrouper (système de centralité) selon la taille de l’unité urbaine et le degré de trois caractéristiques.

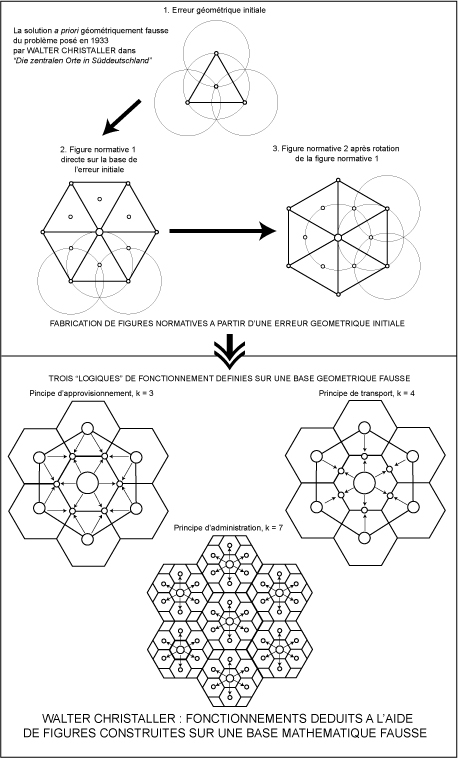
Modèle Christallérien.

## Le métier de l'urbaniste
En France, malgré la présence de formations universitaires, le terme d'urbaniste est parfois utilisé de façon abusive y compris par des personnes non issues de l'enseignement supérieur. En décembre 2018, le ministère du Travail inscrit le diplôme national de master Urbanisme et aménagement au Répertoire national des certifications professionnelles (RNCP). Cette certification nationale reconnaît le caractère qualifiant de ce diplôme.
Le métier d'urbaniste s'exerce à différentes échelles territoriales et généralement en équipe ou plus rarement seul, avec de nombreux intervenants du fait de la pluridisciplinarité des projets, dans des institutions publiques, des sociétés privées ou des associations.

## Voir aussi

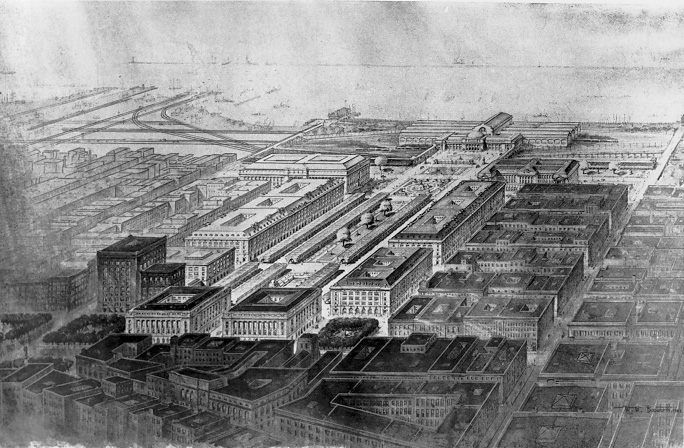
Dessin de 1903 pour des aménagements dans la ville de Cleveland (Ohio)

#### L'urbanisme et son histoire

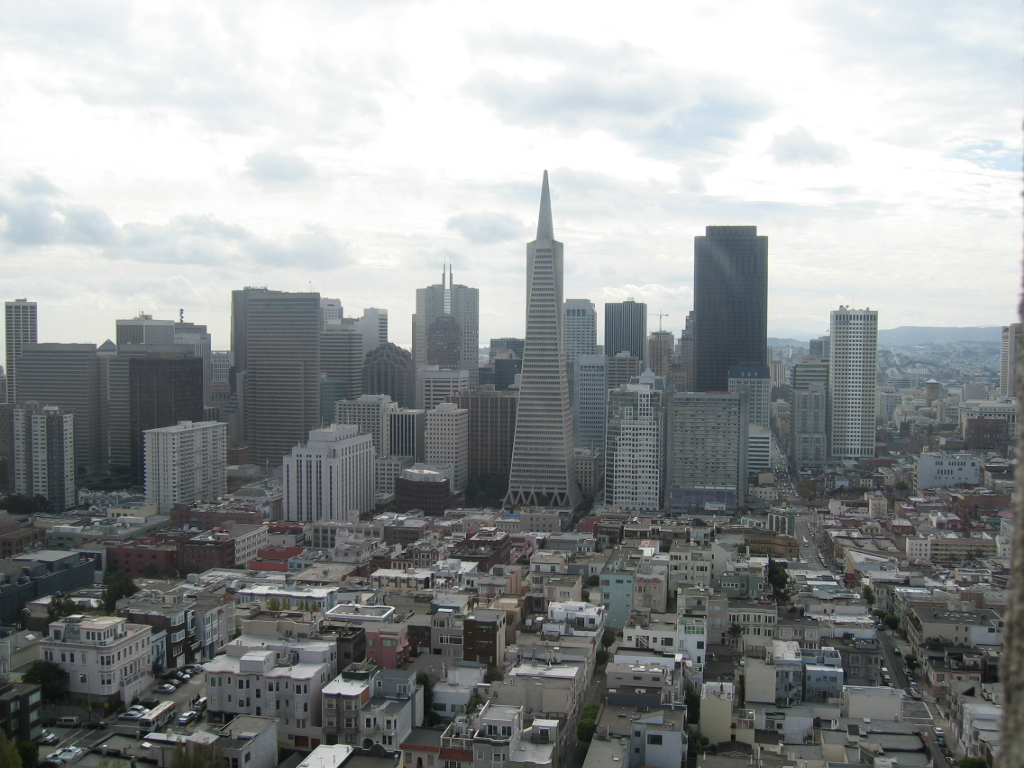
Centre ville de San Francisco

#### Sur la pratique de l'urbanisme

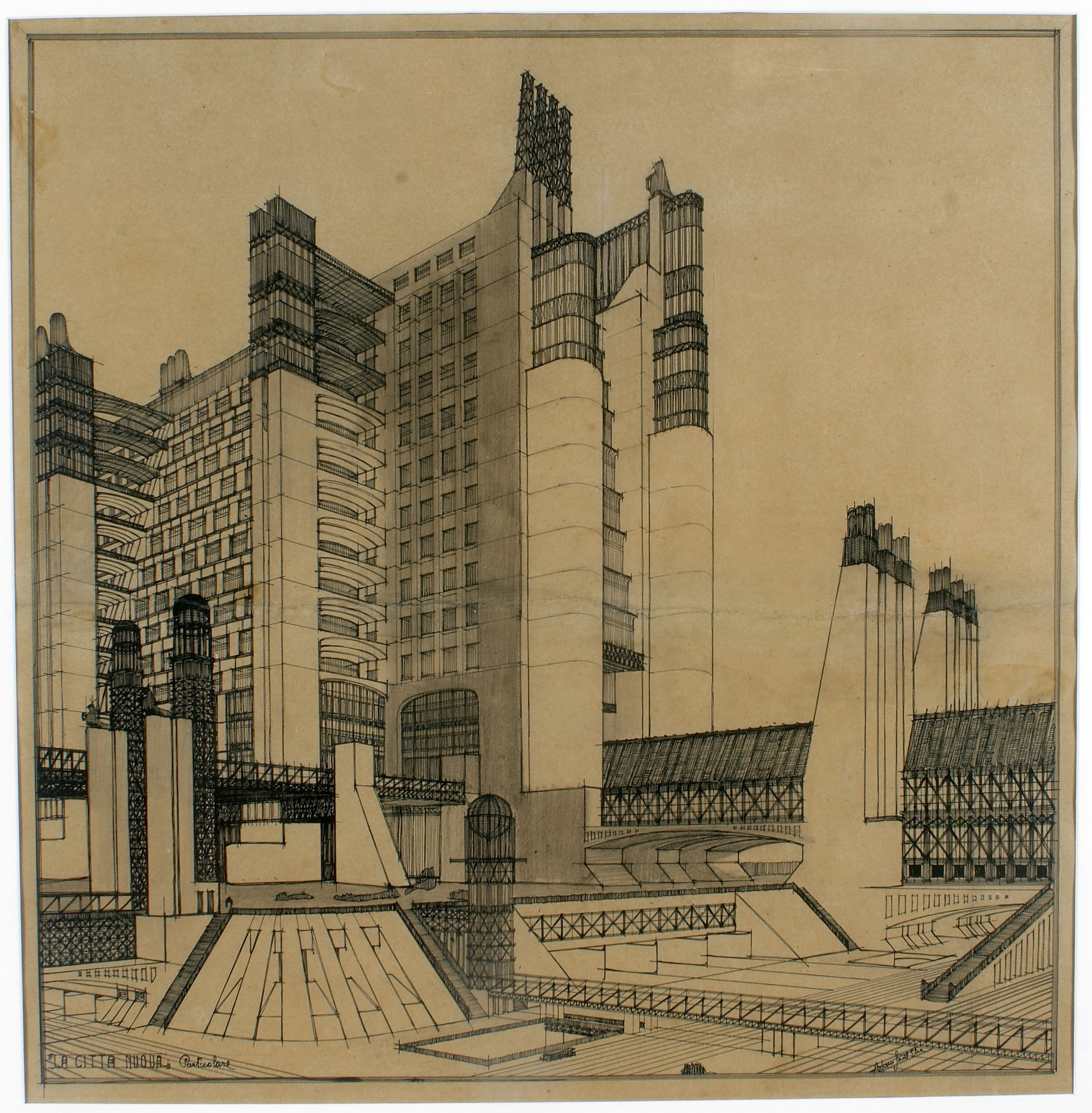
plan d'urbanisme d'Antonio Sant'Elia pour un projet futuriste

#### Thèmes

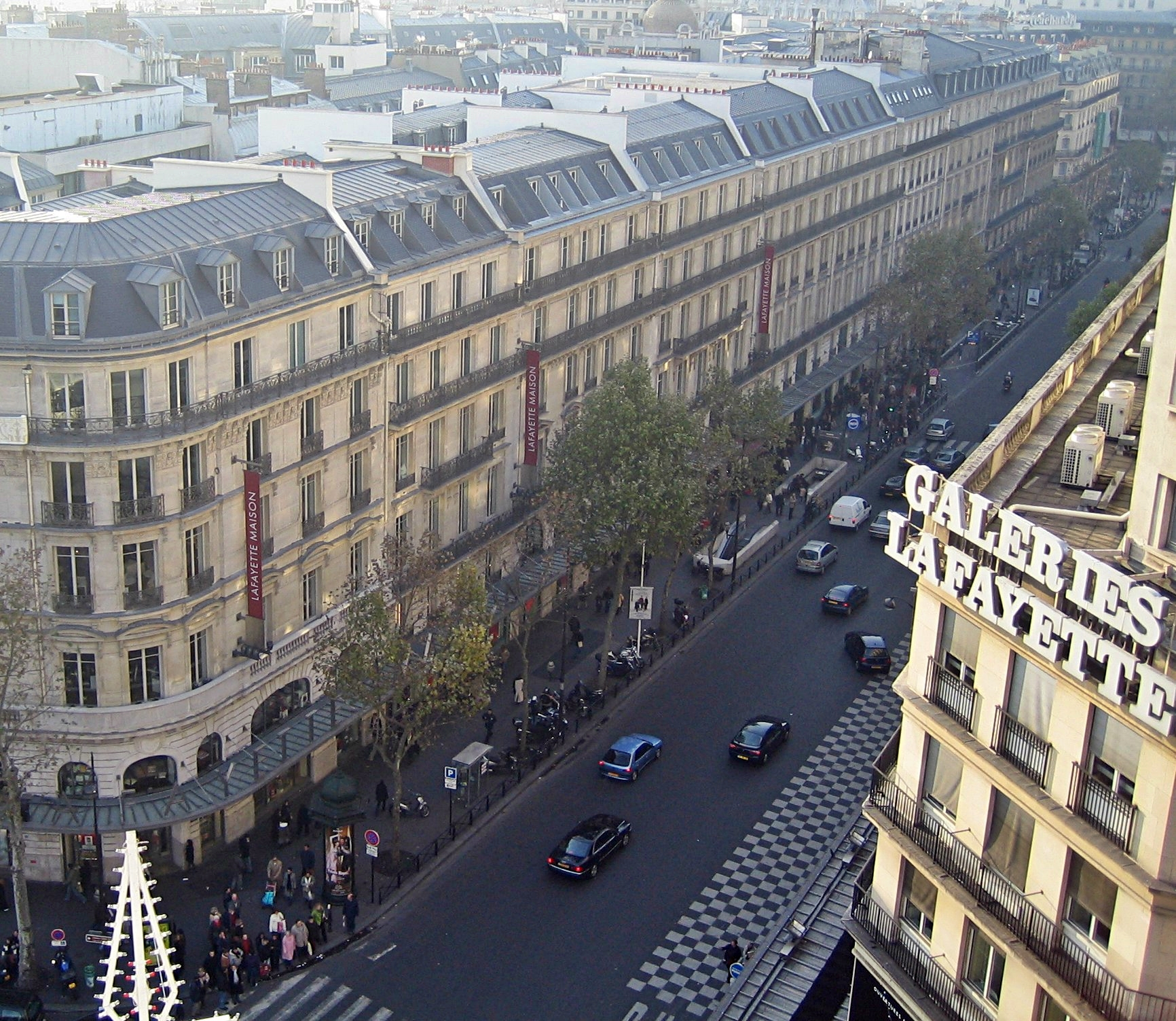
Boulevard Haussmann, Paris

##### Exemples

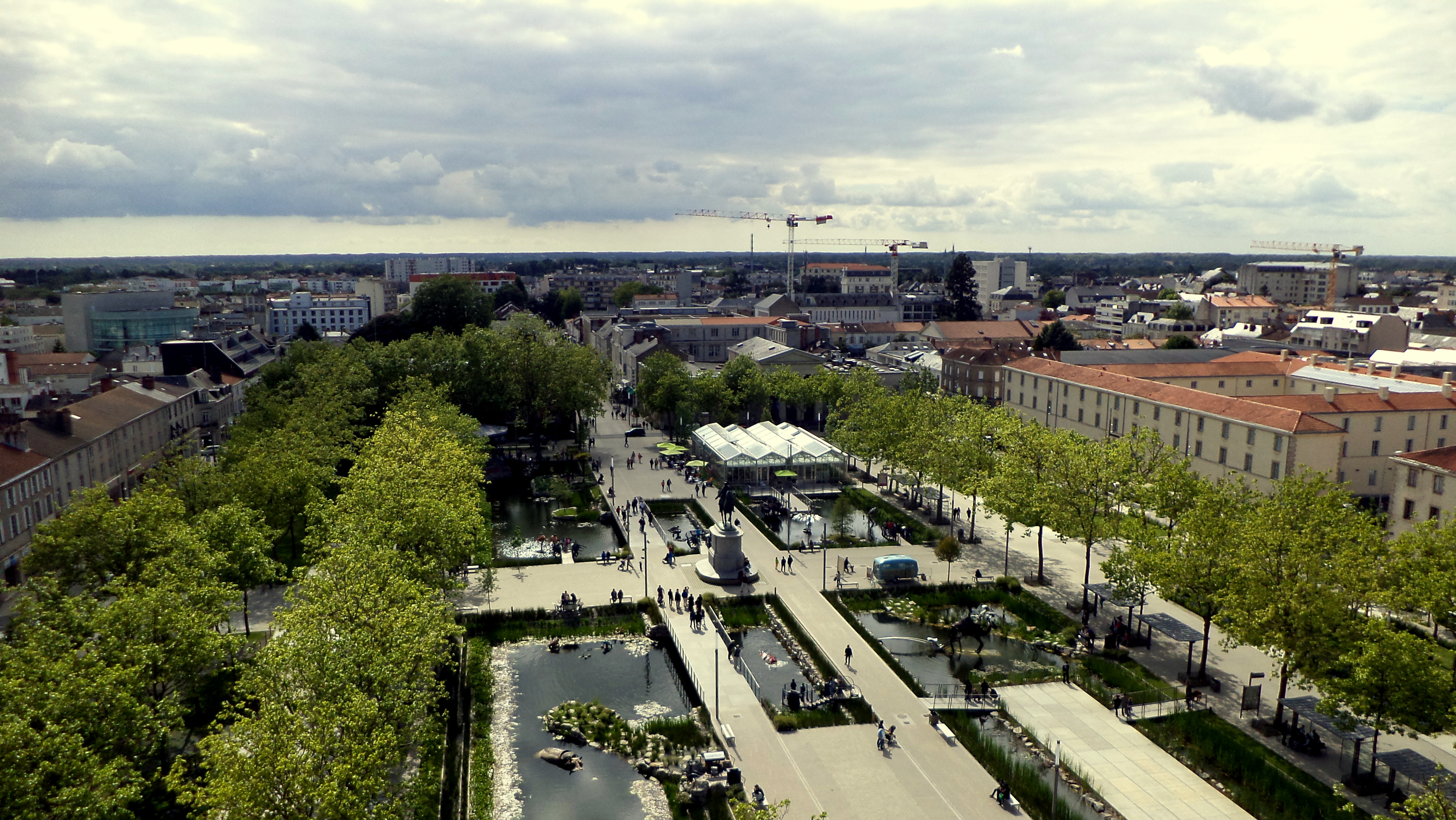
La Roche-sur-Yon, une des nouvelles capitales de la France, fondée par Napoléon Ier.

#### Organisations professionnelles

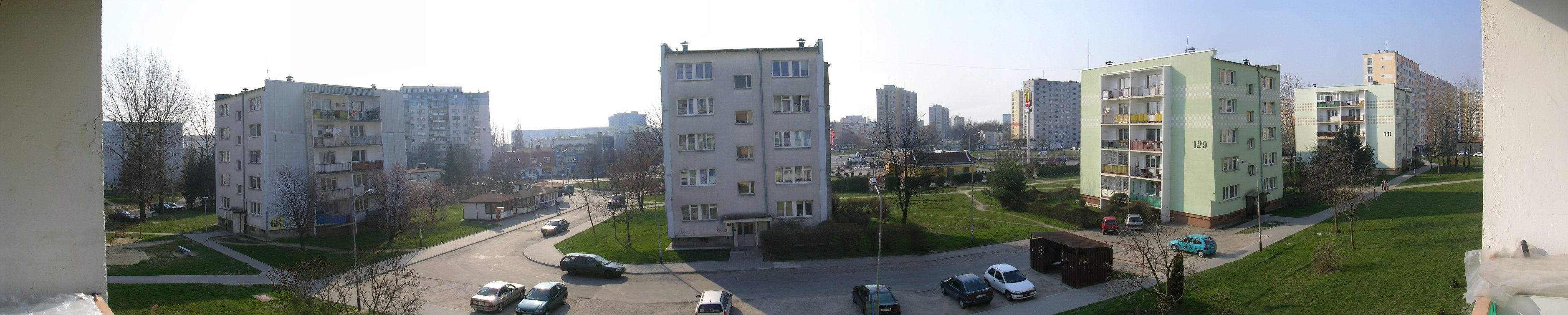
Un quartier de Łódź en Pologne.